# Jean Julien Massé
Jean Julien Massé, né le 7 novembre 1856 à Meaux et mort le 12 mars 1950 à Luzancy, est un peintre français.

## Biographie
Jean Eugène Julien Massé est le fils de Jean Sébastien Massé, quincailler, et de Marie Adèle Duvaudier.
En 1879, il s'engage pour cinq années dans un bataillon de chasseurs à pieds, en garnison à Toulouse, en Algérie, puis à Amiens.
Il suit les cours aux Beaux-Arts d'Amiens, puis arrive à Paris dans l'atelier de Boulanger. 
Vers 1882, suivant les conseils de Louis-Alexandre Bouché, il s'installe à Luzancy, et devient son élève.
Il expose au Salon dès 1882.
Il obtient une mention honorable à l'Exposition universelle de 1889, une médaille de 3e classe en 1893, une médaille de 2e classe en 1899, une médaille de bronze lors de l'Exposition universelle de 1900, puis passe hors-concours.
En 1931, il épouse à Paris, Marie Florence Enocq, le conseiller général Charles Chalamon est témoin du mariage.
Il meurt à Luzancy à l'âge de 93 ans.
En 2017, une exposition lui est consacrée au Musée Bossuet.

## Distinctions
- Mention honorable à l'Exposition universelle de 1889
- Médaille de bronze à l'Exposition universelle de 1900
- Chevalier de la Légion d'honneur (1931)